# Лайка
Вижте пояснителната страница за други значения на Лайка.
Лайката (Matricaria) е едногодишно тревисто растение с разклонено стъбло. Високо е до 50 cm. Листата са двойно и тройноперести, нишковидни, нарязани. Цветовете са събрани в съцветие кошничка. Цветните кошнички са разположени на върховете на многобройните стъблени разклонения на дълги дръжки и се състоят от околовръстни, бели, езичести, женски цветчета и вътрешни, тръбести, жълти, двуполови цветчета. Цветното легло е изпъкнало, а отвътре - кухо. Плодът е продълговата кафява семка. Другото име на лайката е лайкучка.

## Местообитание
Расте в буренливи и изоставени места и край пътища. В България е разпространено от 0 до 1000 m надморска височина. Разпространено е в Европа, Северна Америка и Азия.

## Полза
Лайката е лечебно растение, което се използва често при различни заболявания. Употребява се и като напитка под формата на чай с приятен вкус. Може да се правят промивки и компреси на рани с отварата.

## Употребяема част за лечебни цели
За лечебни цели се употребяват цветовете на лайката – Flores Chamomillae. Събират се през периода на цъфтежа (от май до юли), като се откъсват целите цветни кошнички заедно с малка част (около 2 cm) от дръжките и се подреждат в плитки кошници или рамки за сушене на билки. Сушат се на сянка или в сушилня при температура до 35 °C. Изсушените кошнички имат бели периферни листчета и зелени дръжка и обвивка. Изсушената дрога (билката) е с приятна миризма и слабо горчив вкус. Съхранява се на сенчесто, сухо и проветриво място. Допуска се съдържание на влага не повече от 15%.

## Химичен състав
Цветът съдържа етерично масло, което има зелен до син цвят в зависимост от количеството на азулените. Маслото съдържа голямо количество парафин и сесквитерпени от кадиненов тип (около 10%), както и каприлова, нонилова и изолерианова киселина. Главните му съставки са бизабол и неговите кислородни производни фарнезен и хамазулен, съдържащи се във вариращи количества – от 1 до 15%.
Дрогата съдържа още кумарини, флавоновите гликозиди апин и патулитрин, слузни вещества, никотинова киселина, салицилова киселина, глицериди на олеиновата палмитиновата, стеариновата и линоловата киселина, каротин, витамин С, слузни и горчиви вещества.

## Приложение
Лайката има противовъзпалително и омекчително действие при заболяване на храносмилателния път и при възпалителни процеси в дихателните пътища. Външно се прилага за промивка на възпалената лигавица на очите, матката и на ануса при хемороиди. Има благоприятен ефект при възпалителни процеси и камъни в бъбреците и пикочния мехур. За лечение на дихателните пътища се употребява за инхалации и промивки под формата на гаргара.

## Други
На лайката е наречена улица в квартал „Овча купел“ в София (Карта).